# Sông Wang

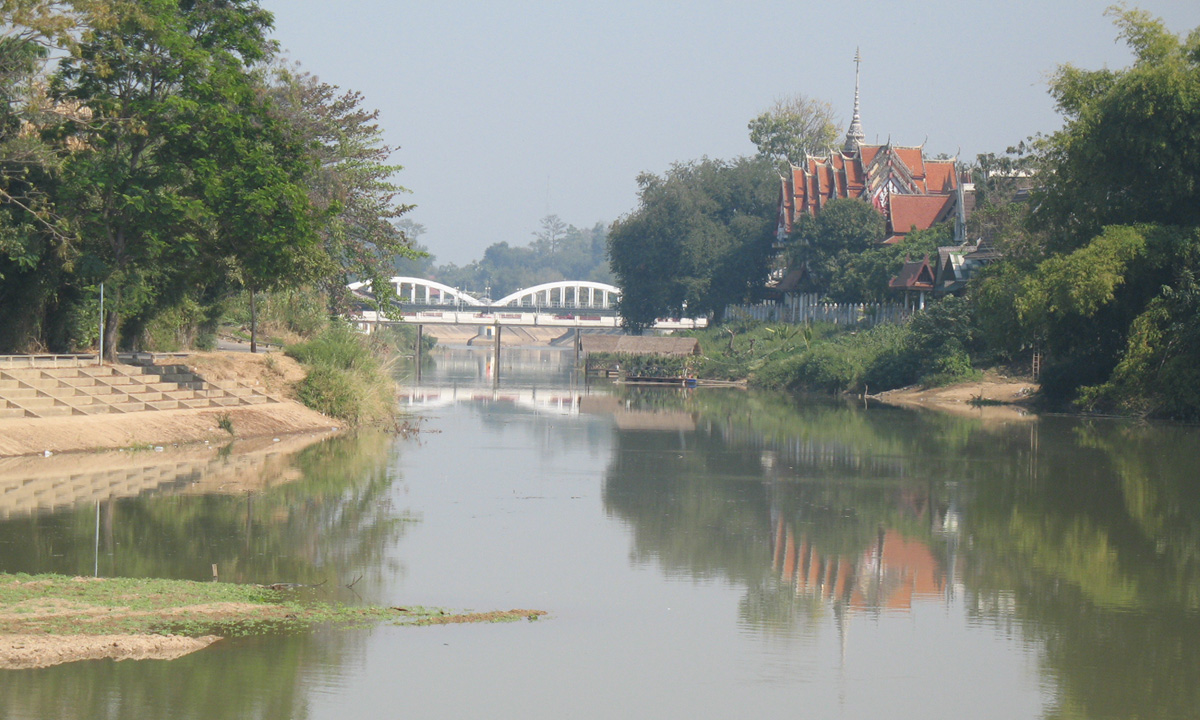
sông Wang ở thị xã Lampang

Sông Wang (tiếng Thái: วัง) là một con sông ở miền Bắc Thái Lan. Sông này nhập vào sông Ping tại thị xã Tak. Sông dài toàn bộ 335 km. Về phía Nam của sông Wang là Lampang. Sông trải về phía Bắc đến tỉnh Chiang Rai.